# جامع وتكية خانقاه الخالدية

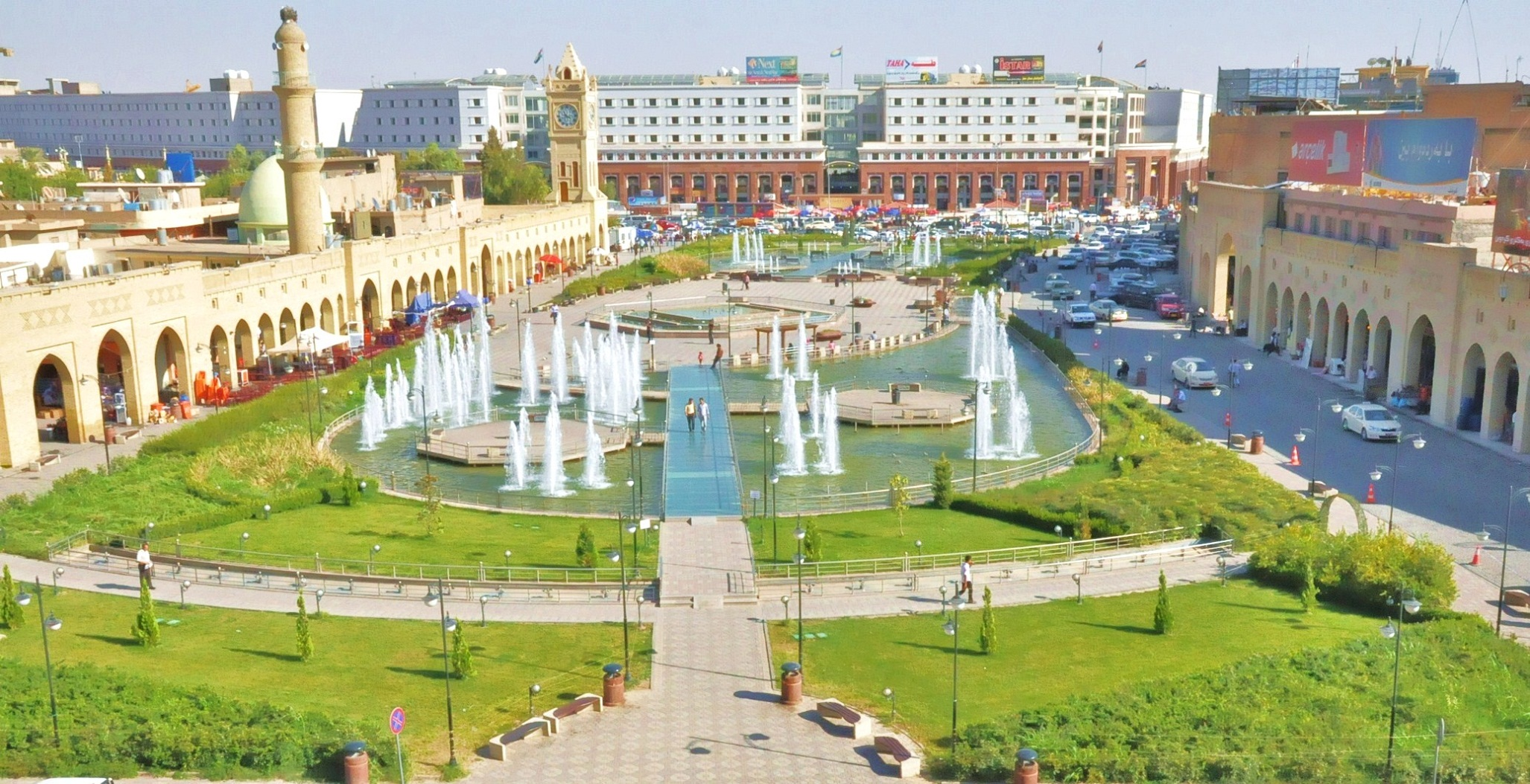
جامع وتكية خانقاه الخالدية على الجانب الأيسر من الصورة

جامع وتكية خانقاه الخالدية هو من مساجد العراق الأثرية ويعتبر من الجوامع القديمة في محافظة أربيل، ويقع في قلب المدينة ومقابلهُ ساحة ومركز تجاري، وتبلغ مساحة الجامع 1218م2، ولقد أسسه وبناه الشيخ ملا هداية الله الأربيلي بتوجيه وإرشاد من الشيخ خالد النقشبندي في عام 1220هـ/ 1805م، والمقصود من كلمة خانقاه هو المباني التي أقيمت لإيواء الصوفية الذين يخلون للعبادة، وفي عهد الدولة العثمانية سميت هذه المباني بالتكية (التكايا) ولذلك سمي الجامع بالتكية الخالدية، لأنهُ بني عندما قدم الشيخ خالد النقشبندي إلى مركز السليمانية، والمشهور عنهُ إنه من ذرية الخليفة الراشد عثمان بن عفان، أما الشيخ (ملا هداية الله الأربيلي) فقد كان شيخا معروفا من الصوفية وتوفي في بغداد ودفن في الحضرة القادرية.
ولقد أُعيد بناء الجامع في عهد متوليه الشيخ محمد صالح النقشبندي في عام 1382هـ/1961م، وفق مخطط عمراني جميل كما بنيت قبالة الجامع متنزه عصري باسم (بارك أربيل) يحتوي على نافورات ماء وحدائق جميلة، مما أعطى لمنظر هذا الجامع جمالية فريدة، كما بني باب الجامع والدكاكين الملاصقة للجامع بجدران منقشة من الآجر والطابوق المحلي، والحرم فيهِ مصلى تبلغ مساحتهُ 300م2 يتسع لأكثر من 500 مصل، وتتوسطهُ قبة كبيرة تقوم على أعمدة كونكريتية من الأسمنت المسلح بالحديد، ويحتوي الجامع على عدة غرف منها غرفة مخصصة لإمام الجامع ولمنتسبيه من الخدم والمؤذنين وغرفة مخزن وغرفة للإدارة وغرفة خاصة للتداوي بالأعشاب والطب الشعبي، ويحتوي المسجد على مكتبة فيها العديد من الكتب الدينية والمخطوطات القديمة باللغات العربية والتركية والفارسية، ويقع مقابل مبنى الحرم ساحة تحتوي على حديقة تحوي أشجارا باسقة، وللجامع منارة مئذنة عالية ذات حوضين يبلغ ارتفاعها 27 م، ويعد المسجد مكانا يرتادهُ العديد من المشايخ وعلماء الدين ووجهاء الناس للسؤال والبحث في أمور الدين والفقه الإسلامي، ويدير الجامع المتولي هوزان محمد صائب النقشبندي، ومن الأئمة والخطباء الذين تولوا منصب الإمامة والخطابة فيه:
- الشيخ ملا هداية الله الأربيلي.
- الشيخ عبد الرحمن النقشبندي.
- الشيخ محمد مظهر.
- الشيخ محمد صائب النقشبندي.

ويعتبر جامع وتكية خانقاه الخالدية من المراكز الدينية والعلمية في منطقة كردستان في شمال العراق، ويحتوي الجامع على غرفة فيها عدد من قبور علماء أربيل وهم الشيخ عبد الرحمن والشيخ يحيى والشيخ محمد مظهر.